# Gare du Havre-Graville
Ne doit pas être confondu avec Gare du Havre, Gare du Havre-Maritime ou Gare d'Havré.
La gare du Havre-Graville est une ancienne gare ferroviaire française des lignes de Paris-Saint-Lazare au Havre et du Havre-Graville à Tourville-les-Ifs, située dans le quartier de Graville-Sainte-Honorine de la ville du Havre, dans le département de la Seine-Maritime, en région Normandie.
Cette halte de la Société nationale des chemins de fer français (SNCF) n'est plus desservie depuis septembre 2024.

## Situation ferroviaire
Établie à 7 mètres d'altitude, la gare de bifurcation du Havre-Graville est située au point kilométrique (PK) 225,234 de la ligne de Paris-Saint-Lazare au Havre, entre les gares d'Harfleur et du Havre.
Gare de bifurcation, elle est également l'origine de la ligne du Havre-Graville à Tourville-les-Ifs, avant la gare d'Harfleur-Halte, désormais fermées.
Elle dispose de deux voies de service, l'une permettant d'aller à la gare de Soquence-Triage et l'autre au dépôt du Havre.

## Histoire
La gare est mise en service en 1882.
Les voies sont électrifiées depuis le 8 décembre 1967. Jusqu'au début des années 1990, certains des trains assurant la ligne de Paris-Saint-Lazare au Havre, ainsi que certains de la section du Havre à Rouen, s'arrêtaient en gare du Havre-Graville. Cette desserte a été depuis supprimée.
Désormais, la gare abrite la salle d'entraînement du club de kung-fu du Havre Athletic Club.
En 2015, la SNCF estime la fréquentation annuelle de cette gare à 2 372 voyageurs.
La liaison ferroviaire Le Havre – Montivilliers – Rolleville (« Lézard'express régionale » du réseau TER Normandie), desservant la gare, est supprimée en septembre 2024, pour être ultérieurement remplacée jusqu'à Montivilliers par la ligne C du tramway (dont la mise en service est prévue en 2027 ; des autobus assurent une substitution jusqu'à cette échéance). La station Graville sera ainsi implantée à proximité immédiate de l'établissement.